# Canlers
Canlers är en kommun i departementet Pas-de-Calais i regionen Hauts-de-France i norra Frankrike. Kommunen ligger i kantonen Fruges som tillhör arrondissementet Montreuil. År 2022 hade Canlers 163 invånare.

## Befolkningsutveckling
Antalet invånare i kommunen Canlers
| Referens: INSEE |